# ぽよ
ぽよは、鹿児島テレビ放送 (KTS) のマスコットキャラクター。

## 概要
1998年に登場。酉年（KTSが開局した1969年も酉年）生まれ。名称は一般公募の結果鹿屋市の主婦のものが採用され、「ぽよ～んとした」雰囲気を参考にした、とされている。鹿児島県内の放送局のキャラクターでは唯一家族の存在が確認されており、父親（ぱよ）・母親（ぷよ）・弟（ぺよ）を合わせ4人家族となる。
好きなことは歌とダンス。かつて放送されていた番組『ひっとべ誠忠組』のエンディングテーマにも謳われていた。
性別は定かではないが、オスだと思われる（2012年2月に流れている自社・スポットCMにて、バレンタインチョコを女子高生からもらって喜んでることから推定される）。

## 登場場面
現在は番組宣伝や宣伝番組『ぽよインフォメーション』『KTS赤丸チェック』などに登場している。過去にはパラパラ『ぽよパラ』（2000年ごろ）や『ぽよ☆ダンシング』（2005 - 2006年）『ぽよチャンネル』などぽよ向けの楽曲やミニ番組も用意されていた。

## 鹿児島県内の他テレビ局のキャラクター
- NHK鹿児島放送局 - 西郷ななみちゃん
- 南日本放送 (MBC) - なし
- 鹿児島放送 (KKB) - プラッピー
- 鹿児島讀賣テレビ (KYT) - 山本さん

## 参考資料
- 職場のパパママ応援隊 鹿児島テレビ放送株式会社（鹿児島市ホームページ内 現在はリンク切れ）[リンク切れ]